# Піскайни
Піскайни (пол. Piskajny, нім. Peiskam) — село в Польщі, у гміні Ґодково Ельблонзького повіту Вармінсько-Мазурського воєводства.
Населення — 47 осіб (2011).
У 1975-1998 роках село належало до Ельблонзького воєводства.

## Демографія
Демографічна структура станом на 31 березня 2011 року:
|          | Загалом | Допрацездатний вік | Працездатний вік | Постпрацездатний вік |
| -------- | ------- | ------------------ | ---------------- | -------------------- |
| Чоловіки | 25      | 4                  | 16               | 5                    |
| Жінки    | 22      | 7                  | 11               | 4                    |
| Разом    | 47      | 11                 | 27               | 9                    |